# Сады Сабатини

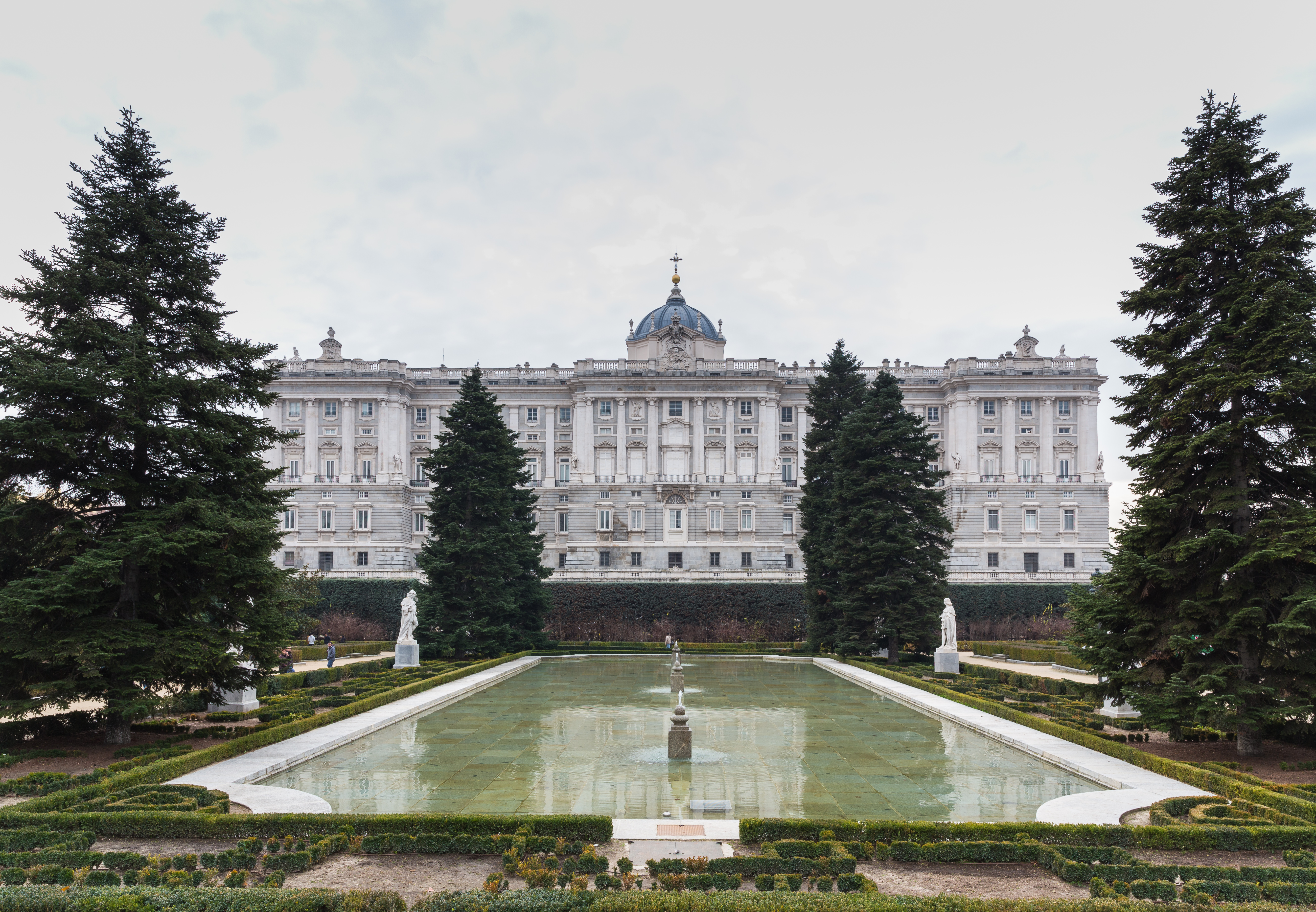
Сады Сабатини на фоне Королевского дворца в Мадриде

Сады Сабати́ни (исп. Jardines de Sabatini) — неоклассицистский регулярный парк в центре Мадрида. Достопримечательность испанской столицы. Расположены напротив северного фасада Королевского дворца и занимают площадь в 2,66 га. Сады Сабатини украшают пруд, статуи королей Испании и фонтаны. Сады рядом с королевским дворцом были разбиты в 1930-е годы после провозглашения Второй Республики на месте королевских конюшен, построенных в XVIII веке итальянским архитектором Франческо Сабатини.
Республиканское правительство конфисковало этот объект имущества королей Испании и передало мэрии Мадрида под обустройство общественного парка. Подготовка проекта парка была поручена сарагосскому архитектору Фернандо Гарсия Меркадалю по результатам проведённого конкурса. Реализация проекта началась со сноса зданий конюшен началась в 1933 году. Обустройство парка завершилось в конце 1970-х годов. Сады Сабатини торжественно открылись в 1978 году в присутствии короля  Хуана Карлоса I.